# Farallón (Cayey)
Farallón es un barrio ubicado en el municipio de Cayey en el estado libre asociado de Puerto Rico. En el Censo de 2010 tenía una población de 451 habitantes y una densidad poblacional de 49,39 personas por km².

## Geografía
Farallón se encuentra ubicado en las coordenadas 18°6′34″N 66°5′48″O / 18.10944, -66.09667. Según la Oficina del Censo de los Estados Unidos, Farallón tiene una superficie total de 9.13 km², de la cual 9.13 km² corresponden a tierra firme y (0.06%) 0.01 km² es agua.

## Demografía
Según el censo de 2010, había 451 personas residiendo en Farallón. La densidad de población era de 49,39 hab./km². De los 451 habitantes, Farallón estaba compuesto por el 77.61% blancos, el 15.52% eran afroamericanos, el 6.21% eran de otras razas y el 0.67% pertenecían a dos o más razas. Del total de la población el 99.78% eran hispanos o latinos de cualquier raza.